# Terravision (software)
Terravision, anche conosciuto come TerraVision, T-Vision o T_Vision, è un programma di mappatura 3D sviluppato nel 1993 dalla società tedesca ART+COM di Berlino come "rappresentazione virtuale in rete della terra basata su immagini satellitari, riprese aeree, dati di altitudine e dati architettonici". Lo sviluppo del progetto è stato sostenuto dalla Deutsche Post (ora Deutsche Telekom ). Nel 2014 ART+COM ha intentato una causa contro Google, sostenendo che il suo prodotto del 2001 Google Earth ha violato i diritti di brevetto del 1995 di TerraVision. Nel 2017 un tribunale del Delaware ha deciso a favore di Google.
È una "rappresentazione virtuale in rete della terra basata su immagini satellitari, riprese aeree, dati di altitudine e dati architettonici". È un software di mappatura 3D dal 1993 in poi, che sembra e si comporta in modo simile a Google Earth, che è stato pubblicato nel 2001.
È stato sviluppato a partire dal 1993, originariamente come progetto artistico di ART+COM di Berlino, un collettivo di artisti e Hacker informatici, alcuni del Chaos Computer Club. Successivamente Deutsche Post (ora Deutsche Telekom) ha contattato Art+Com alla ricerca di applicazioni di fascia alta per la sua rete VBN ad alta velocità. Il progetto è stato realizzato da Axel Schmidt e Joachim Sauter, Pavel Mayer, Gerd Grueneis, Dirk Luesebrink, Hendrik Tramberend e Steffen Meschkat utilizzando i computer della serie Onyx prodotti dalla Silicon Graphics, Inc. Nel 1994, ART+COM, ha depositato un brevetto chiamato "Metodo e dispositivo per la rappresentazione pittorica dei dati relativi allo spazio".
Nel 2001 è stato commercializzato Google Earth e, nel 2006, Art+Com ha inviato un'e-mail a Google su Terravision. Il chief technology officer di Google, Michael Jones, ha visitato lo studio di Berlino per discutere della licenza e Michelle Lee, avvocato di Google, ha mostrato interesse per il brevetto. Tuttavia Art+Com non ha accettato l'offerta, ha riemesso il suo brevetto nel 2010 e chiesto a Google di ottenere una licenza per il loro brevetto. Quando ciò non si è verificato, nel febbraio 2014 Art+Com ha intentato una causa per violazione di brevetto contro Google, chiedendo 100 milioni di dollari USA.
Nel maggio 2016, la giuria del tribunale distrettuale del Delaware ha scoperto che un sistema di visualizzazione geografica dello Stanford Research Institute (SRI) noto come "SRI TerraVision" è stato utilizzato prima di Terravision. Nell'ottobre 2017, la Corte d'Appello del Circuito Federale ha affermato tale decisione e ha invalidato il brevetto di Art+Com.
Terravision è protagonista della miniserie tedesca del 2021 Il codice da un miliardo di dollari, che funge da resoconto fittizio di una causa per violazione di brevetto del 2014 intentata contro Google dai creatori della società. La serie, che è stata mostrata su Netflix, è preceduta da un episodio di interviste con gli sviluppatori ART+COM di Terravision e il loro rappresentante legale.